# 耀华玻璃厂旧址
耀華玻璃廠舊址，是全國重點文物保護單位之一，位於中國河北省秦皇島市海港區。耀華玻璃廠始建於1922年，是中國首家大型玻璃製造企業、首家機械化生產玻璃的工廠，其成立為中國玻璃工業拉開序幕。玻璃廠在2001年搬遷後，舊址只剩下電燈房、水泵房和水塔；2010年12月，舊址上建成了秦皇島市玻璃博物館，是中華人民共和國首家以玻璃為專題的國有博物館。耀华玻璃厂旧址在2008年列入河北省文物保护单位，並在2013年列入第七批全國重點文物保護單位。

## 結構
舊址现存電燈房、水泵房和水塔，合共佔地1,556平方米。电灯房为两层哥德式建築，高13.6米、总面积2822平方米，原为玻璃厂供電设施，後改為办公用房、浴池，现為博物馆主展厅。水塔是一座砖石砌筑，高为16.7米（後提高为23.15米）、佔地42.5平方米、储水容量95.69立方米。水泵房总佔地260平方米，风格為欧式风格，分為控制室和蓄水池；控制室佔地61.34平方米，结构為单层圆形，蓄水池为长方体结构。

## 保護及開發
耀华玻璃厂在2001年迁厂後，舊址的部分建筑物在秦皇岛市政府和中國共產黨秦皇岛市委員會的支持下保留下來，建设秦皇島市玻璃博物館，建築面積為2,822平方米，展覽內容涵蓋玻璃藝術、古代玻璃、中國玻璃工業等題材，在2010年12月成立，是中華人民共和國首家以玻璃為专题的国有博物馆。
耀华玻璃厂旧址在2004年成为秦皇岛市文物保护单位之一，2008年列入第五批河北省文物保护单位，並在2013年列入第七批全國重點文物保護單位中的近現代重要史跡及代表性建築。

## 延伸閱讀
- 趙維舟; 吳曉德; 禹繼彥. . 中國建筑材料工業出版社. 1992. ISBN 7800900207.